# وقود سائل

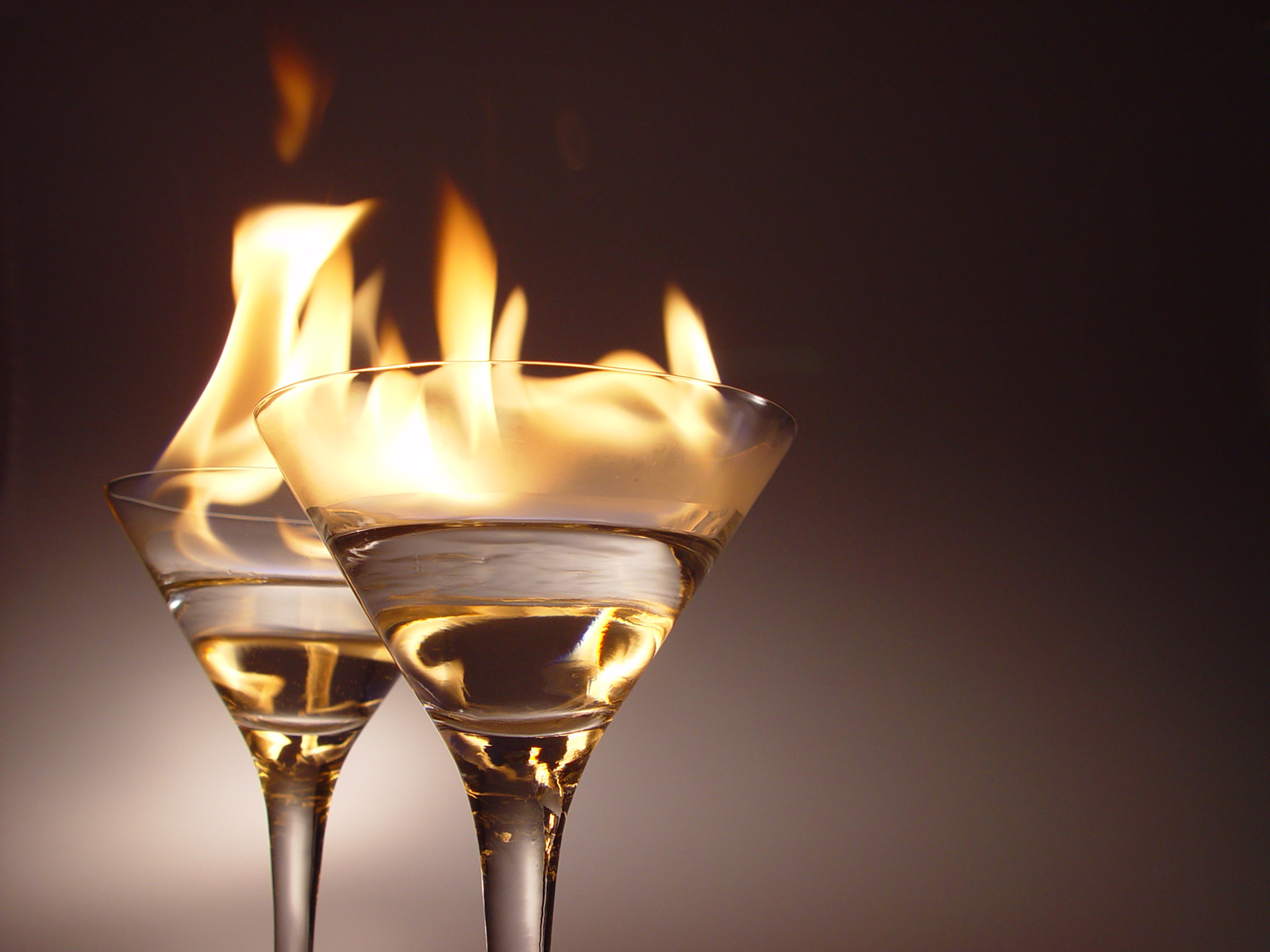
يعمل الكوكتيل الملتهب عن طريق حرق الإيثانول (كحول الحبوب)، وهو نوع من الوقود السائل الموجود في كل المشروبات الكحولية.

الوقود السائل عبارة عن جزيئات قابلة للاحتراق أو منتجة للطاقة يمكن تسخيرها لتوليد الطاقة الميكانيكية، وعادة ما تنتج طاقة حركية، كما أنها تأخذ شكل الإناء الذي توضع به. تكون أبخرة الوقود السائل قابلة للاشتعال لا السائل نفسه. معظم أنواع الوقود السائل المستخدمة بشكل واسع مشتقة من الوقود الأحفوري؛ ومع ذلك، هناك عدة أنواع، مثل وقود الهيدروجين (لاستخدامات السيارات)، والإيثانول، والديزل الحيوي، والتي تصنف أيضًا على أنها وقود سائل لكنها ليست ذات أصل أحفوري. تلعب العديد من أنواع الوقود السائل دورًا رئيسيًا في النقل والاقتصاد.

## الخصائص العامة
تتضمن بعض الخواص الشائعة للوقود السائل أنه سهل النقل، ويمكن التعامل معه بسهولة نسبية. تختلف الخواص الفيزيائية للوقود السائل حسب درجة الحرارة، ولكن ليس بدرجة كبيرة مثل الوقود الغازي. بعض هذه الخصائص هي: نقطة الوميض، وهي أدنى درجة حرارة ينتج فيها تركيز بخار قابل للاشتعال؛ نقطة الاشتعال، وهي درجة الحرارة التي يحدث فيها الحرق المستدام للبخار؛ نقطة التسحب لوقود الديزل، وهي درجة الحرارة التي تبدأ عندها المركبات الشمعية الذائبة في الالتحام، ونقطة الانسكاب، وهي درجة الحرارة التي يكون الوقود قبل الوصول إليها كثيفًا جدًا بحيث لا يمكن سكبه بحرية. تؤثر هذه الخصائص على سلامة الوقود وتدابير نقله.

## البتروليّات
تنتج معظم أنواع الوقود السائل المستخدمة حاليًا من البترول، وأبرزها هو البنزين. يقبل العلماء عمومًا فكرة أن البترول يتكوّن من بقايا النباتات والحيوانات المتحجرة بسبب التعرض للحرارة والضغط في القشرة الأرضية.

### الغازولين
الغازولين هو الوقود السائل الأكثر استخدامًا. يصنع الغازولين -كما هو معروف في الولايات المتحدة وكندا- من جزيئات الهيدروكربون (المركبات التي تحتوي على الهيدروجين والكربون فقط) التي تكون مركبات أليفاتية، أو سلاسل من الكربونات مع ذرات الهيدروجين المتصلة. غير أن العديد من المركبات العطرية (سلاسل الكربون التي تكون حلقات) مثل البنزين الحلقي توجد بشكل طبيعي في الغازولين وتتسبب بمخاطر صحية مرتبطة بالتعرض لمدة طويلة للوقود.
ينتج الغازولين من خلال تقطير النفط الخام. يفصل السائل المرغوب عن النفط الخام في المصافي، ويستخرج النفط الخام من الأرض عبر عدة عمليات أكثرها شيوعًا هي مضخات النفط. لإنتاج الغازولين يجب أولًا استخراج البترول من النفط الخام.

### الديزل
يماثل الديزل التقليدي الغازولين لأنه مزيجٌ من الهيدروكربونات الأليفاتية المستخرجة من البترول. قد يكلف وقود الديزل أكثر أو أقل من الغازولين، ولكن تكاليف إنتاجه أقل عمومًا لأن عمليات الاستخلاص المستخدمة أبسط. كما أن بعض البلدان (وخاصة إيطاليا وكندا والهند) لديها معدلات ضريبية أقل على وقود الديزل.
بعد التقطير، يعالج الديزل عادةً لتقليل كمية الكبريت في الوقود. يسبب الكبريت التآكل في المركبات والأمطار الحمضية وارتفاع انبعاثات الدخان الأسود من ماسورة المؤخرة (ماسورة العادم). تاريخيًا، كانت مستويات الكبريت المحددة قانونيًا في أوروبا أقل مما هي عليه في الولايات المتحدة، إلا أن التشريعات الأمريكية الأخيرة خفضت الحد الأقصى لمحتوى الكبريت من الديزل من 3000 جزءًا من المليون (بي بي إم) إلى 500 عام 2007، وإلى 15 بحلول عام 2010. تجري تغييرات مماثلة في كندا وأستراليا ونيوزيلندا وعدة دول آسيوية.

### الوقود الأحفوري غير البترولي
عندما لا يكون النفط متوفرًا بسهولة، فمن الممكن استخدام عمليات كيميائية مثل عملية فيشر-تروبش لإنتاج الوقود السائل من الفحم أو الغاز الطبيعي. شكّل الوقود الاصطناعي من الفحم أهمية إستراتيجية أثناء الحرب العالمية الثانية بالنسبة للجيش الألماني، واليوم يصنّع الوقود الاصطناعي المنتج من الغاز الطبيعي، للاستفادة من القيمة الكبيرة للوقود السائل في وسائل النقل.

### الغاز الطبيعي
يمكن ضغط الغاز الطبيعي، الذي يتكون بشكل أساسي من الميثان، إلى سائل واستخدامه كبديل لأنواع الوقود السائلة الأخرى التقليدية. يعد احتراقه نظيفًا مقارنة بأنواع أخرى من الوقود الهيدروكربوني، ولكن نقطة الغليان المنخفضة للوقود تتطلب إبقاءه عند ضغط مرتفع للبقاء في الحالة السائلة. على الرغم من أن لديه نقطة اشتعال منخفضة جدًا مقارنةً بأنواع أخرى من الوقود مثل الغازولين، إلا أنه أكثر أمانًا في نواح كثيرة بسبب ارتفاع درجة حرارة الاشتعال التلقائي وكثافته المنخفضة، ما يؤدي إلى تبدده عند إطلاقه في الهواء.

### الديزل الحيوي
يشبه الديزل الحيوي الديزل العادي، ولكن هناك اختلافات بينهما أقرب إلى تلك الموجودة بين البترول والإيثانول. على سبيل المثال، يملك الديزل الحيوي رقمًا سيتينيًا أعلى (45-60 مقابل 45-50 بالنسبة للديزل المستخرج من النفط الخام)، كما أنه يستخدم في النظافة للتخلص من الأوساخ. اعتبر بعض العلماء أن الديزل الحيوي لن يصبح ممكنًا من الناحية الاقتصادية إلا إذا تجاوز سعر النفط 80 دولارًا (40 جنيها استرلينيا أو 60 يورو في أواخر فبراير 2007) للبرميل. بيد أن هذا يعتمد على الوضع المحلي والاقتصادي وموقف الحكومة من الديزل الحيوي ومجموعة من العوامل الأخرى - وقد ثبت أنه قابل للاستخدام العملي بتكاليف أقل بكثير في بعض البلدان. ينتج الديزل الحيوي طاقة أقل بنسبة 10% من الديزل العادي. بشكل مماثل لاستخدام نسب ضغط أعلى في محركات تحرق كحولًا من الأوكتين والبترول في محركات الشرارة-الإشعال، فإن استغلال ارتفاع الرقم السيتيني للديزل الحيوي من الممكن أن يتغلب على العجز في الطاقة مقارنة بالديزل العادي رقم 2.

## الكحول
بشكل عام، يشير مصطلح الكحول إلى الإيثانول الذي يعتبر أول مادة كيميائية عضوية ينتجها البشر، لكن يمكن أن تستخدم أي مادة كحولية كوقود. يعتبر الإيثانول والميثانول الأكثر شيوعًا، إذ إن أسعارهما غير مرتفعة عند استخدامهما والاستفادة منهما.

### الميثانول
يعدّ الميثانول أخف وأبسط أنواع الكحول، وينتج من غاز الميثان الطبيعي. تُعد تطبيقاته واستخداماته العملية محدودة بسبب سمّيته في المقام الأول (شبيه بالغازولين)، وأيضًا بسبب نسبة تآكله المرتفعة والقابلية للامتزاج بالماء. تستخدم كميات صغيرة منه في بعض أنواع الغازولين لزيادة رقم الأوكتان. يستخدم وقود الميثانول في بعض سيارات السباق وطائرات العرض.
يطلق على الميثانول أيضًا اسم كحول الميثيل أو كحول الخشب، لأنه أنتج سابقًا من تقطير الخشب، كما يعرف باسم هيدرات الميثيل.

### الإيثانول
يوجد الإيثانول المعروف أيضًا باسم كحول الايثيل عادةً في المشروبات الكحولية. مع ذلك، يمكن استخدامه أيضًا كوقود، وغالبًا ما يتحقق ذلك من خلال مزجه مع الغازولين بنسبة تكون في معظم الأحيان 1:9 من الغازولين إلى الإيثانول، وذلك لتقليل الآثار البيئية السلبية للغازولين.
يمكن اعتبار الإيثانول المستخدم في الغازولين والأغراض الصناعية وقودًا أحفوريًا لأنه ينتج غالبًا من منتج نفطي هو الإيثيلين، وهو أرخص من إنتاجه من تخمير الحبوب أو قصب السكر.

## الأمونيا
استُخدم الأمونيا (NH3) كوقودٍ في بعض الأحيان عندما كان الغازولين غير متوفر (مثل استخدامه في الحافلات البلجيكية أثناء الحرب العالمية الثانية). تبلغ كثافة الطاقة الحجمية فيه 17 ميغاجول للتر الواحد (مقارنة ب 10 للهيدروجين و18 للميثانول و21 للإيثر ثنائي الميثيل و34 للغازولين). يجب أن يتم ضغطه أو تبريده ليكوّن وقودًا سائلًا، على الرغم من أنه لا يحتاج إلى تبريد فائق، كما أن الهيدروجين يجب أن يكون في حالة سائلة.